# 帯広北高等学校
帯広北高等学校（おびひろきたこうとうがっこう、英: Obihiro Kita High School）は、北海道帯広市にある男女共学の私立高等学校であり、北海道十勝地方では3校ある私立高等学校の一つである。通称、帯北、北高。創設者・初代校長は、1916年創設の妹尾裁縫塾を引き継ぎ、渡辺裁縫塾（のち渡辺裁縫女学校）を開いた渡辺登美。現在も同校を運営する学校法人の名に、その名を残す。

## 沿革
- 1956年 - 渡辺女子高等学校として創立、家庭科を設置。
- 1958年 - 普通科を設置。
- 1964年 - 帯広北高等学校に改称、男女共学制に移行。
- 1983年 - 現在の校舎へ移転。
- 1987年 - 第69回全国高等学校野球選手権大会に野球部が初出場。
- 2004年 - 特進、総合のコース制導入。
- 2005年 - 帯広北高等学校創立50周年記念事業を実施。
- 2015年 - 学校法人帯広渡辺学園創立100周年記念事業を実施。

## 教育課程
普通科2コース。2004年に特進コースを設置し、進学指導に力を入れている。総合コースは生徒の多彩な進路希望に対応できるカリキュラムを導入している。

## 部活動
- 体育系クラブでは野球、サッカー、レスリング、柔道など、全国大会に出場している部も数多くある。近年、女子サッカー部やチアリーディング部[1]が創部し、北海道東部（道東）では数少ないチームの一つとして活動している。
- 文化系クラブでは、吹奏楽部が盛んで部員も多い。2006年に琴部が全国高校総合文化祭（京都）に北海道代表として出場している。2019年に演劇部が全国高等学校演劇大会 優秀賞を受賞した。

## 著名な出身者

### サッカー
- 田中康平 - 元プロサッカー選手
- 高瀬証 - 元プロサッカー選手
- 吉川翔梧 - プロサッカー選手（FKバンガ・ガルグジュダイ）
- 清原翔平 - プロサッカー選手（SC相模原）
- 山田満夫 - プロサッカー選手（ウーロンゴン・ユナイテッドFC）
- 関口優志 - プロフットサル選手（名古屋オーシャンズ）
- 阿部諒弥 - プロサッカー選手（清水エスパルス）

### 芸能
- 酒井美直 - 歌手（AINU REBELS代表）
- 後藤麻衣 - 声優（賢プロダクション）
- SHUYA - ラッパー、汚部屋レコーズ代表

## 関連事項
- 校名は「北高校」であるが、北海道帯広南商業高等学校より南にあり、ほぼ帯広市街の南端にある。これは、旧校舎が帯広市街の北部にあったために北高となり、校舎移転後も校名の改称を行わなかったためである。
- 移転当初、周囲には住宅はほとんどなかったが、現在では周囲に大規模な商業施設が建設され、新興住宅街の造成が進んでいる。
- 北海道帯広工業高等学校、北海道帯広農業高等学校、北海道帯広緑陽高等学校、帯広畜産大学、帯広市立豊成小学校、帯広コア専門学校、帯広高等看護学院など、学校の数が非常に多い文京地区でもある。
- 校名から道立の高校と間違われることもあるが、私立の高校である。